# 鴨形拳
鴨形拳，為中國武術流派之一，屬於象形拳的一種，傳說起源於四川省峨嵋山。

## 源流
鴨形拳的起源沒有明確文字記錄，傳說是唐朝末年四川峨嵋山一名綠鴨道人所創，綠鴨道人飼養了一大群鴨子，遂從鴨子的生活習性跟動作特點有所領悟，根據鴨子在陸上、水上的種種動作編創了鴨形拳，
鴨形拳本有上、中、下三路，每路共四套，合計共十二套，但傳承至清朝末年時，已經失傳其中大多數，僅知在遼寧省營口市的永發鏢局鏢頭張希順擅長這路拳法，後在張希順年老後再傳授弟子。

## 介紹
鴨形拳模仿鴨子行走、拍翅、揚翎、磨水等形態，手法前撩後撥，左右伸按，柔中含剛，步法多處于半蹲狀態，頭頸前探后拉,身體左右扭動，矮身蹣跚而行，模樣十分古怪,身形步法果然活脫像是只鴨子,常練此拳可以提高協調性和下盤支撐力。
手型以拳、掌、勾，以掌為主，有穿掌、擺掌、展掌、拖掌等，步型分為弓步、馬步、虛步，頭部動作要求前探後拉，左右扭轉，要上下肢協調一致，手眼相隨。